# Robert Štěrba

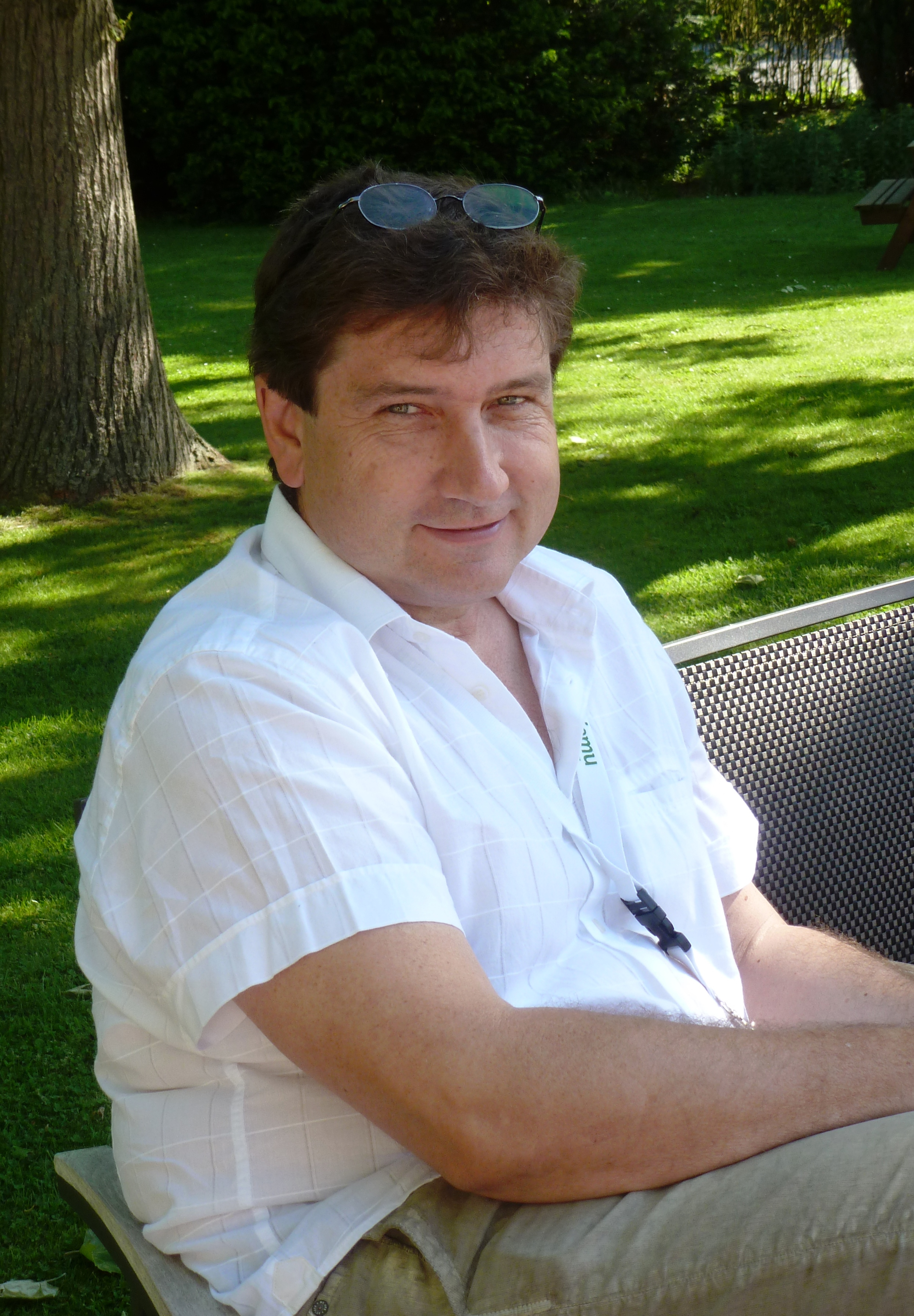
Robert Štěrba (2012)

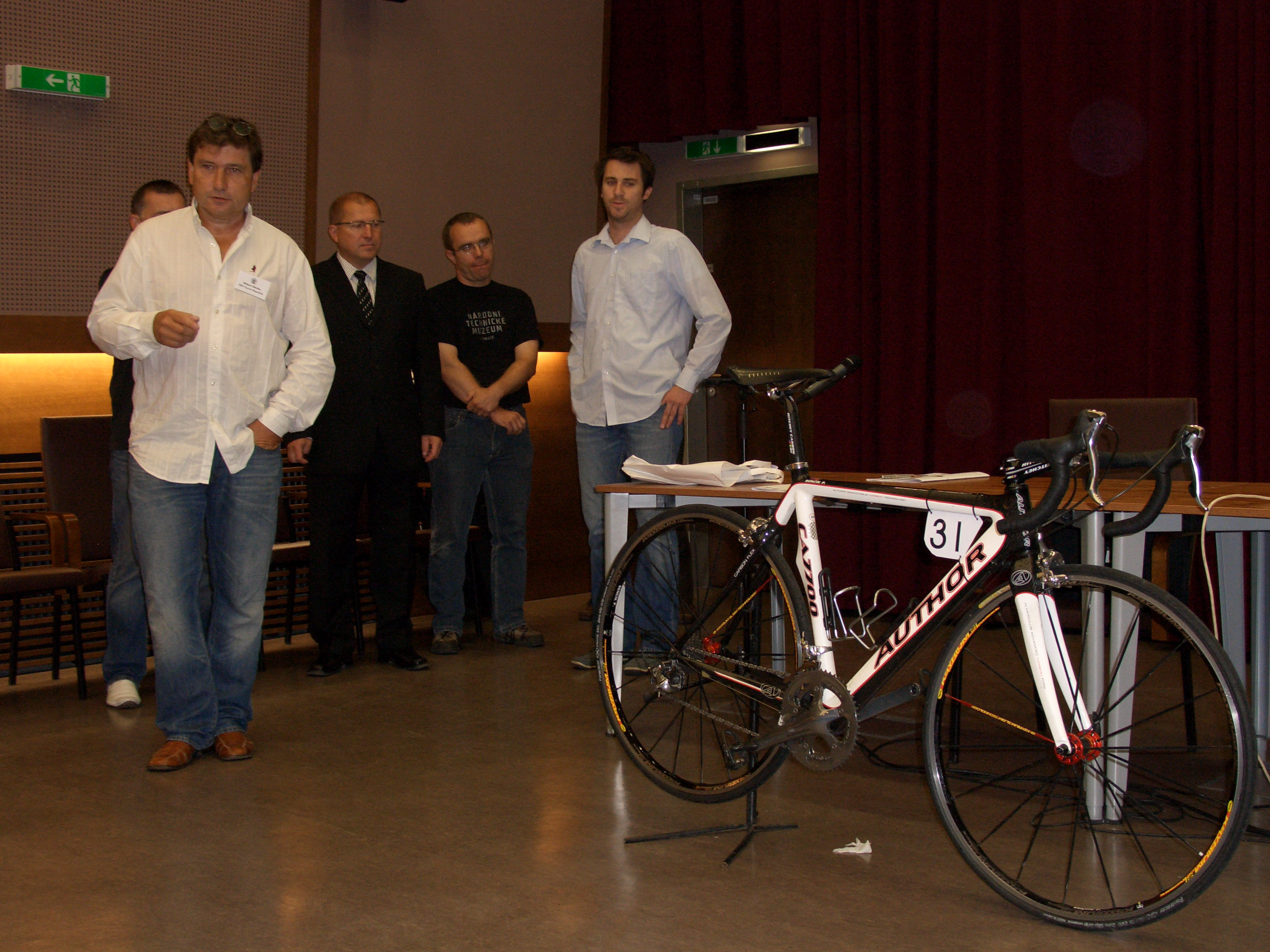
Štěrba (l.) bei der International Cycling History Conference 2010 in Prag

Robert Štěrba (* 6. März 1961 in Prag) ist ein ehemaliger tschechoslowakischer Radrennfahrer und heutiger tschechischer Fahrradhersteller und -sammler.
Während seiner aktiven Zeit startete Robert Štěrba für das Radsportteam von „TJ Dukla Prag“ und war in den 1980er Jahren einer der erfolgreichsten Rennfahrer der Tschechoslowakei. Er errang fünf nationale Titel, vier in der Einerverfolgung und einen im Zweier-Mannschaftsfahren (mit Aleš Trčka). Der größte Erfolg seiner Laufbahn war der Gewinn der Bronzemedaille in der Mannschaftsverfolgung bei den Bahnradsport-Weltmeisterschaften 1983 in Zürich, gemeinsam mit Pavel Soukup, Aleš Trčka und František Raboň.
Nach dem Ende seiner aktiven Laufbahn war Štěrba als Mechaniker für die Nationalmannschaft tätig. Nach der Samtenen Revolution im Jahre 1989 reiste er in die Schweiz und lernte bei seinem dort ansässigen Landsmann, dem Entwickler Bob Štícha, sowie in Schweizer Firmen das Handwerk als Rahmenbauer. Dort baute er z. B. ein Bahnrad für den mehrfachen Schweizer Weltmeister Urs Freuler. Später kehrte er in seine Heimat zurück und eröffnete dort eine eigene Fahrradproduktion. Daneben baute er eine der größten privaten Fahrradsammlungen auf.